# The Futureheads
The Futureheads sono un gruppo indie rock formato a Sunderland, Inghilterra.

## Storia
Il gruppo nacque come trio formato dal cantante e chitarrista Barry Hyde, dal bassista Jaff e dal batterista Peter Brewis, tutti studenti del City of Sunderland College. L'altro chitarrista Ross Millard, che suonava insieme a Jaff in un altro gruppo, si unì poco dopo. Il nome fu scelto in omaggio al disco dei Flaming Lips Hit to Death in the Future Head. Il loro esordio sul palco fu all'Ashbrooke Cricket and Rugby Club nel dicembre 2000 e, grazie al passaparola dei fan, il gruppo si guadagnò un buon seguito nell'area locale. Nel frattempo Brewis abbandonò la formazione per unirsi ai Field Music; venne rimpiazzato dal fratello minore di Hyde, Dave.
I loro esordi discografici furono i due EP "Nul Book Standard" e "123 Nul EP" del 10 marzo 2003, mentre il 4 agosto di quell'anno pubblicarono il loro primo singolo First Day.
Il loro album d'esordio, The Futureheads, fu pubblicato nel settembre 2004 dalla 679 recordings. Cinque tracce del disco furono prodotte da Andy Gill dei Gang of Four. Il singolo "Decent Days And Nights" fu inserito nelle colonne sonore dei due videogiochi Burnout 3 e Rugby 2005 della EA Sports. Il 21 febbraio 2005 venne pubblicato il singolo Hounds of Love, cover di una vecchia canzone di Kate Bush. La canzone raggiunse la posizione numero otto in classifica nella prima settimana e fu nominata da NME miglior singolo del 2005.
Dopo l'EP Area, datato novembre 2005, il gruppo si mise al lavoro sul secondo album News and Tributes (nome ispirato al Disastro aereo di Monaco di Baviera del 1958). La produzione del disco, secondo quanto dichiarato dal gruppo a NME nel febbraio 2006, richiese solo cinque settimane. L'album, anticipato dal singolo Skip to the End del 15 maggio, fu pubblicato il 29 maggio. Questo fu l'ultimo disco pubblicato per l'etichetta 679 Recordings, abbandonata dal gruppo nel novembre 2006 per passare alla neonata etichetta Nul Records, gestita da loro stessi.
Il terzo album This Is Not the World è stato registrato nel giugno 2007, per poi essere pubblicato nel maggio 2008.
Il 26 aprile 2010 hanno pubblicato il loro quarto album in studio, The Chaos, al quale seguirà un tour europeo e americano.
Il 2 aprile 2012 esce il loro quinto album, Rant, realizzato interamente "a cappella".

## Componenti

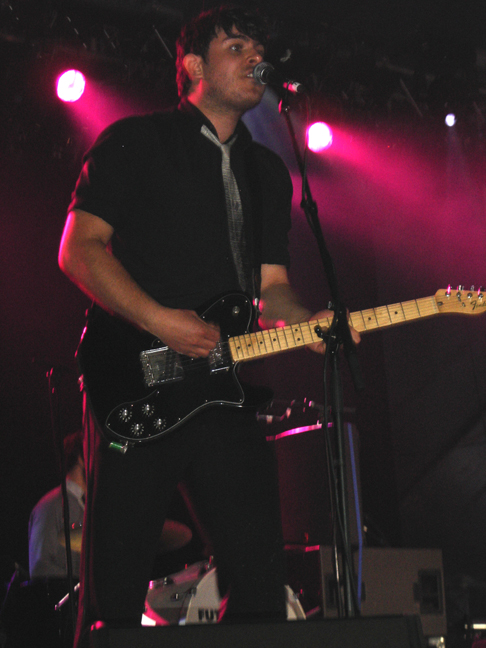
Ross Millard

- Ross Millard
- Dave Hyde
- Barry Hyde
- David Craig

## Discografia
Album in studio
- 2004 - The Futureheads
- 2006 - News and Tributes
- 2008 - This Is Not the World
- 2010 - The Chaos
- 2012 - Rant
- 2019 - Powers

EP
- 2002 - Nul Book Standard EP
- 2003 - 1-2-3-Nul! EP
- 2005 - Area EP